# 圣叙尔皮斯莱尚
圣叙尔皮斯莱尚（法語：Saint-Sulpice-les-Champs，法語發音：[sɛ̃ sylpis le ʃɑ̃]）是法国克勒兹省的一个市镇，位于该省中南部，属于欧比松区。

## 地理
圣叙尔皮斯莱尚（45°59'44"N, 2°1'18"E）面积21.7 平方千米，位于法国新阿基坦大区克勒兹省，该省份为法国中部省份，位于法國中央高原西北部，北起安德尔省和谢尔省，西接维埃纳省，南至科雷兹省，东临多姆山省，东北与阿列省接壤。
与圣叙尔皮斯莱尚接壤的市镇（或旧市镇、城区）包括：阿尔、巴尼兹、布莱萨克、沙瓦纳、勒东泽伊、弗朗塞什、圣阿维勒波夫尔、圣乔治拉普日、圣米歇尔德韦斯。

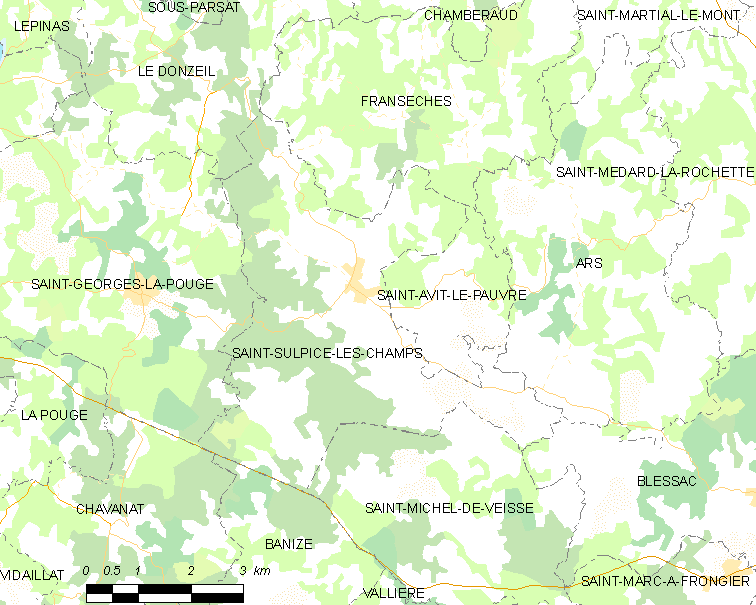
圣叙尔皮斯莱尚的OSM定位图

圣叙尔皮斯莱尚的时区为UTC+01:00、UTC+02:00（夏令时）。

## 行政
圣叙尔皮斯莱尚的邮政编码为23480，INSEE市镇编码为23246。

## 政治
圣叙尔皮斯莱尚所属的省级选区为欧比松县。

## 人口

1962-2008年间圣叙尔皮斯莱尚人口变化图示

圣叙尔皮斯莱尚于2022年1月1日时的人口数量为343人。